# Ust-Katav
Ust-Katav (en ruso: Усть-Катав) es una ciudad del óblast de Cheliábinsk, en Rusia. Está situada a orillas del río Yuriuzán (cerca de su confluencia con el Katav), a 340 km al oeste de Cheliábinsk. Contaba con 24.171 habitantes en 2009.
La ciudad se encuentra a medio camino entre las metrópolis Ufá y Cheliábinsk, en la parte europea de la frontera entre los continentes. 
Ust-Katav está compuesta por una ciudad antigua, en un valle alrededor de un pequeño embalse, y de tres nuevos barrios llamados respectivamente MKR 1, MKR 2 y MKR 3 (MKR, Mikroraión), además de otros suburbios que eran antiguos pueblos.

## Historia
La ciudad fue fundada en 1758 en el marco de la extracción de hierro, ya que la confluencia de los dos ríos ofrecía condiciones óptimaspara ello. En los comienzos del asentamiento se ocnstruyeron un molino, un aserradero y posteriormente una fundición de acero. La extracción local de hierro tuvo significancia internacional en el siglo XIX, siendo presentada en la Exposición Universal de Londres (1862). En 1889 fue conectada a la red de ferrocarriles rusa.
En 1939 la población alcanzaba los 13.000 habitantes. Durante la Segunda Guerra Mundial, la importancia de la localidad se incrementó debido al traslado hacia el este de la producción industrial, y tras la guerra, con la fabricación de tranvías. En 1980 se construyó la presa sobre el Yuriuzán.

## Demografía
| 1939   | 1959   | 1970   | 1979   | 1989   | 1992   | 2002   | 2007   |
| ------ | ------ | ------ | ------ | ------ | ------ | ------ | ------ |
| 13 000 | 23 100 | 23 400 | 24 500 | 31 200 | 31 400 | 25 898 | 24 700 |

## Economía y transporte
Ust-Katav es conocida por su fábrica de tranvías, por mucho tiempo la única del país, la Ust-Katvski Vagonostrooitelni zavod im. Kirova (UKVZ). Esta instalación ha fabricado el modelo de tranvía más extendido en el mundo, el KTM-5. La fábrica se dedica también a los motores de misíles y equipos para motores espaciales.
La localidad se encuentra cerca del ferrocarril Transiberiano y sobre la autopista rusa M5 Ural

## Personalidades
- Óleg Znarok (*1963-), jugador de hockey.